# Орехово
 Тази статия е за селото в България.  За селото в Република Северна Македония вижте Орехово (община Битоля).  
Орехово е село в Южна България. То се намира в община Чепеларе, област Смолян.

## География
Село Орехово се намира в западната част на Родопите. Отстои на около 8 километра западно от село Хвойна, по поречието на река Орешица, ляв приток на Чепеларска река. Орехово е предпочитан изходен пункт за посещение на един от най-мощните ридове на Родопите — Чернатица, с първенеца Голям Персенк — 2191 метра н. в. Селото отстои на 54 км северозападно от град Смолян и на 60 км югозападно от град Пловдив.

## История
Сегашното село е на над 440 години. За първи път е споменато в писмен документ през 1576 година под името Рахово. Документът може да се намери в Годишните издания на Народната библиотека „Кирил и Методий“ на СУ „Св. Климент Охридски“. Това име носи до 1886 г. След тази година носи вече името Оряхово до 1965 г. С указ на НС на НРБ през 1965 г. е преименувано на Орехово с ударение на първата сричка.
В средата на XVIII век в селото са преобладавали мюсюлманите (две трети). То е било част от нахията Рупчос, с център отначало Чепеларе, а по-късно – село Тъмраш.
Първото българско училище в Орехово е открито през 1866 г. Три години преди това, през 1863 г., е било открито гръцко училище.
От 1879 г. до 1 януари 1895 г. от Орехово са изселени 138 семейства със 724 жители помаци, от които: 712 – в Мала Азия; 11 – в Източна Тракия..
Една трета от населението на Орехово е запазила християнската си вяра през време на петвековното робство. Днес в селото живеят само българи християни.
При преброяването през 1900 г. населението на Орехово е било 780 души, 16 са били родени през годината, 10 са починали и 6 са се изселили.
- Общ изглед от Орехово, 1930 г.
- Общ изглед от Орехово, 1930 г.
- Сватба пред училището в Орехово, 1930 г.

## Културни и природни забележителности
- Челевешката пещера, в която през османското владичество е било запалено и умъртвено част от населението на селото. Става въпрос за времето на Кърджалийските бунтове
- Водопадът „Скакалото“, който се намира на 1 км от селото, по пътя за х. „Персенк“.
- На около 12 км югозападно от селото, в близост до х. „Персенк“ и връх „Малък Персенк“/ 2091 м./ се намира древен римски път, който е съществувал в миналото и е свързвал Тракия с Беломорието.
- Чудните мостове – оформени са от реката Айдарско дере /границата между земите на Орехово и село Забърдо/. Реката, която постепенно се е вдълбавала във варовиковите скали е издълбала и изгладила стените и част от таваните на причудливите земни форми – мостове и дълбоки пещери. След моделирането извършено от течащата вода са останали две мраморни арки, или така наречените мостове и огромни отвори в скалите.
- В източната част на селото има построен паметник в чест на загиналите ореховци във войните.
- В Орехово има смесена фолклорна група за автентични песни, която репетира доста често в читалището. Формацията участва в многото прегледи и надпявания в страната като може да се наеме и от гостите, любители на народното изкуство.
- Има богата историческа сбирка в старото читалище, където гостите могат да се запознаят с интересни факти, свързани с бита на хората от този край и родословието на селото.
- Има библиотека с богат книжен фонд.
- Черквата „Света Неделя“ е от края на XIX век. Осветена е от Левскийския епископ Партений през 1892 година. Покривът й е изграден от т.нар. тикли - характерните за старородопската архитектура каменни плочи[4].
- В района около селото има над 20 параклиса, сред които са: „Рождество на Пресвета Богородица“, „Свети Атанас“, „Света Варвара“, „Свето Възнесение“, „Свети Георги“, „Свети Димитър“, „Света Екатерина“, „Свети Йоан Кръстител“, „Свети Йоан Рилски“, „Светия Кръст Господен“, „Свети Мина“, „Света Неделя“, „Свети Никола“, „Свети Пантелеймон“, „Света Петка“, „Свети София, Вяра, Надежда и Любов“, „Света Троица“ „Свети Архангел Михаил“, „Свети Константин и Елена“, „Успение Богородично“  и два параклиса в чест на Свети пророк Илия[5].

## Редовни събития
Събор-родова среща, който се провежда в последната събота и неделя на месец юли. Ден на ореха, кукери (Старците на пус), колопоходи, планински маратон, празник на вилната зона (Бевърлихил), традиционно посещение и мероприятия свързани с Челевешката пещера. Една значителна част от християнските празници се тачат и празнуват организирано пред построените параклиси в околността от хората живеещи в селото и от многото гости, идващи през лятото.

## Други
В селото се развива селски екологичен туризъм. Има над 10 къщи за гости, които предлагат над 160 легла. В Орехово и в околностите има 24 параклиса, които са неповторими и интересни. Те са описани в книгата „Летопис за село Орехово“. През селото минава най-дългата в България екопътека, която започва в с. Хвойна и стига до Гърция. Тук се намира и скалният феномен Костен камък, който е обявен за природна забележителност. Отстои на 6 – 7 километра от селото, на пътя за прекрасната местност „Кабата“. Този причудлив феномен се намира на рекичката „Койловско дере“, десен приток на река Орешица, протичаща през село Малево.
Има редовен транспорт с от автобуси идващи от град Пловдив (по маршрут Пловдив-Асеновград-Бачково-Нареченски бани-Хвойна). Оттук на запад, на 7 километра е селото. Седемте километра до Орехово са асфалтирани.

## Спорт
До около 1970 – 1975 година в Орехово е съществувал футболен отбор „Персенкски орли“, чието игрище се намира в източната част на селото. Футболистите имат доста добри резултати в „А“окръжната група. Отборът е посещаван и подпомаган от футболната звезда Георги Аспарухов /Гунди/, свързано с неговата съпруга Величка, чиито баща, главният архитект на НРБ арх. Борис Марков, е родом от Орехово.
Понастоящем от 2018 г. домакинските си срещи от първенството на „Б“ ОГ Пловдив - южна подгрупа на игрището в с. Орехово провежда ФК Чепеларе.